# George Grenville
Pour les articles homonymes, voir Grenville.
George Grenville, né le 14 octobre 1712 à Westminster (Londres), mort le 13 novembre 1770 à Londres, est un homme d'État Whig britannique qui a occupé des fonctions gouvernementales durant une période de sept années, atteignant la fonction de Premier ministre de Grande-Bretagne (16 avril 1763-13 juillet 1765). Il fut l'un des rares premiers ministres (avec William Pitt le Jeune, Sir Winston Churchill, George Canning, Spencer Perceval et William Gladstone) à n'avoir jamais accédé à la pairie.

## Biographie
Grenville est le fils cadet de Richard Grenville et d'Hester Temple (plus tard 1re comtesse Temple). Son frère aîné est Richard Grenville-Temple, plus tard 2e comte Temple. Grenville étudie à Eton et à Christ Church (Oxford), et il entre au barreau en 1736. Il est élu député au Parlement en 1741 par la circonscription de Buckingham, qu'il représente jusqu'à sa mort.
Au Parlement, il rejoint le parti de « Jeunes patriotes » (« Boy Patriot », en anglais), opposé à Sir Robert Walpole. En décembre 1744, il devient un lord de l'Amirauté dans le gouvernement d'Henry Pelham. Il s'allie lui-même avec son frère Richard et William Pitt l'Ancien (beau-frère de Richard) pour forcer leur chef à les promouvoir en se rebellant contre son autorité et en faisant de l'obstruction. En juin 1747, Grenville devient Lord au Trésor puis, en 1754, Trésorier de la Marine (« Treasurer of the Navy », en anglais) et membre du Conseil privé.
Comme Trésorier de la Marine, il rédige et fait voter, en 1758 une loi qui instaure un système de paiement des marins plus juste. Il demeure en fonction en 1761, quand Pitt (alors créé comte de Chatham) chute sur la question de la guerre avec l'Espagne, et devient, sous le gouvernement de Lord Bute, leader de la Chambre des communes. En mai 1762, il est nommé Secrétaire d'État au département du Nord, en octobre, Premier Lord de l'Amirauté (1762-1763) puis, en avril 1763, Premier Lord du Trésor et Chancelier de l'Échiquier (1763-1765).
Parmi les principales mesures de son gouvernement, on peut noter les poursuites contre John Wilkes et le passage du Stamp Act (1765) imposé aux treize colonies britanniques en Amérique du Nord, qui constitue la première source de conflit entre les colonies américaines et la Grande-Bretagne. Le roi George III fait diverses tentatives pour inciter Pitt à venir à son secours en formant un ministère, mais sans succès, et a finalement recours à Lord Rockingham. Quand Rockingham accepte le poste, le roi démet Grenville (juillet 1765). Il n'occupera plus jamais de fonction ministérielle.

## Anecdote
Il s'est vu affubler du surnom de « doux berger » (« gentle shepherd », en anglais) pour avoir ennuyé la Chambre en demandant encore et encore, lors du débat sur le Cider Bill de 1763, que quelqu'un lui dise « où » irait le produit de la nouvelle taxe s'il n'allait au cidre. Pitt s'était alors mis à siffler l'air d'une chanson populaire, Gentle Shepherd, tell me where, déclenchant l'hilarité dans la Chambre. Bien qu'il ait excellé dans la connaissance des mécanismes parlementaires ou la maîtrise des questions administratives, il aura manqué de tact dans ses relations avec les gens et aux affaires.

## Vie privée
En 1749, Grenville se marie avec Elizabeth Wyndham (avant 1731-5 décembre 1769), fille de Sir William Wyndham, avec laquelle il a eu sept enfants : 
- Charlotte Grenville (vers 1754-29 septembre 1830), mariée à Sir Watkin Williams-Wynn, 4e baronnet (avant 1754-29 juillet 1789) le 21 décembre 1771, avec lequel elle a eu trois enfants ;
- George Nugent-Temple-Grenville, père du 1er duc de Buckingham et de Chandos ;
- Thomas Grenville, député et collectionneur de livres ;
- Elizabeth Grenville (24 octobre 1756- 21 décembre 1842), qui s'est mariée au 1er comte de Carysfort (12 août 1751-7 avril 1828) le 12 avril 1787 et a eu trois filles ;
- William Grenville, qui fut également Premier ministre ;
- Catherine Grenville (1761-6 novembre 1796), qui s'est mariée à Richard Griffin (2e baron Braybrooke) (3 juin 1751-28 février 1825) le 19 juin 1780 et a eu quatre enfants ;
- Hester Grenville (avant 1767-13 novembre 1847), qui s'est mariée à Hugh Fortescue (1er comte Fortescue) le 10 mai 1782.

## Sources
- (en) Cet article est partiellement ou en totalité issu de l’article de Wikipédia en anglais intitulé « George Grenville » (voir la liste des auteurs).
- (en) « George Grenville », dans Encyclopædia Britannica [détail de l’édition], 1911 (lire sur Wikisource).